# 兰迪尔·库马尔·贾伊斯瓦尔
兰迪尔·库马尔·贾伊斯瓦尔（1973年11月11日—），也译兰迪尔·贾斯瓦尔，印度外交官，現任印度外交部發言人。

## 經歷
兰迪尔·库马尔·贾伊斯瓦尔出生于1973年11月11日，來自比哈爾邦穆扎夫法尔普尔。他拥有德里大学历史学硕士学位。
1998年，贾伊斯瓦尔加入印度外事服务。曾先后在葡萄牙、古巴、南非以及印度常驻纽约联合国代表团工作。他曾在新德里印度外交部担任多个重要职位，最初担任负责印度与美国关系的处长，后担任负责印度与西欧国家关系的联秘。2017年中，他被借调至印度总统办公室，负责总统的国际事务。他曾多次参加气候变化会议，并在2012年于巴西举办的里约+20峰会担任七十七国集团的首席谈判代表。
2020年7月19日至2023年12月，任印度驻纽约总领事。
2024年1月3日，就任印度外交部发言人。

## 個人生活
贾伊斯瓦尔會說印地語、英語、葡萄牙語和比哈爾邦的幾種方言。他热衷体育、环境、文化、历史遗迹、古城和美食。他对战略、可持续发展和公共政策问题有着深厚兴趣。
他与公共卫生专家阿巴·贾伊斯瓦尔博士（Dr. Abha Jaiswal）育有两女。